# Daontesia porcupina
Daontesia porcupina är en havsanemonart som beskrevs av Riemann-Zürneck 1997. Daontesia porcupina ingår i släktet Daontesia och familjen Bathyphellidae. Inga underarter finns listade i Catalogue of Life.